# Мазур Артем Львович
Арте́м Льво́вич Ма́зур (28 березня 1995 — 16 серпня 2021) — старший солдат 28-ї окремої механізованої бригади Збройних Сил України, учасник російсько-української війни.

## Життєпис
Народився 28 березня 1995 року на Кіровоградщині, мешкав у селі Веселе Олександрійського району. У своєї матері Артем був єдиною дитиною, але має зведених сестру та брата, який також служить у зоні проведення операції Об'єднаних сил.
Закінчивши професійно-технічне училище за фахом «електрогазозварювальник». У лютому 2017 року підписав контракт на службу в ЗСУ. Заступник командира бойової машини — навідник-оператор 1-го механізованого відділення 3-го механізованого батальйону 28 омбр імені Лицарів Зимового походу.
Загинув 16 серпня 2021 року о 21:35 під час бойового чергування від смертельного кульового поранення в шию, завданого ворожим снайпером на взводному опорному пункті поблизу с. Новомихайлівка Мар'їнського району на Донеччині.
Похований у с. Веселе, Олександрійський район, Кіровоградська область.
Залишились мати, зведені брат і сестра, дружина і син.

## Нагороди та вшанування
- Указом Президента України № 576/2021 від 15 листопада 2021 року, «за особисту мужність, виявлену у захисті державного суверенітету та територіальної цілісності України, сумлінне і бездоганне служіння Українському народові», нагороджений орденом «За мужність» III ступеня (посмертно)[1].
- 12 жовтня 2021 року на фасаді Новоселівської ЗОШ відкрито меморіальну дошку.